# Anne Frank Video-Tagebuch
Anne Frank Video-Tagebuch ist eine niederländische Webserie aus den Jahren 2020 und 2021. Sie wurde vom Anne-Frank-Haus produziert und zeigt Anne Franks Leben im Hinterhaus unter der fiktiven Annahme, dass sie statt ihres berühmten Tagebuchs eine Videokamera gehabt hätte. Die auf YouTube veröffentlichte Serie besteht aus zwei Staffeln; die erste zeigt die Ereignisse bis zur Verhaftung der Untergetauchten und die zweite das weitere Geschehen bis zu Anne Franks Tod. Außerdem gibt es ergänzende Videos zur Serie, die Hintergrundinformationen zur damaligen Zeit bieten.

## Inhalt
Die erste Staffel der Serie zeigt Episoden aus Anne Franks Leben im Amsterdamer Hinterhaus, wo sich das jüdische Mädchen gut zwei Jahre lang mit seiner Familie und vier weiteren Personen vor den Nazis versteckt. Anne spricht darin über ihren Alltag im Hinterhaus, ihre Liebesbeziehung zu Peter van Pels, Konflikte mit anderen Bewohnern, Gefühle wie Angst und Sehnsucht nach Freiheit sowie ihre eigene Persönlichkeit. Es geht auch um Antisemitismus, die Fortschritte der Alliierten wie beim D-Day und das Attentat vom 20. Juli 1944. Am Ende der letzten Folge, die von der Verhaftung der Hinterhaus-Bewohner handelt, wird deren weiteres Schicksal bis zum Tod in Texten zusammengefasst.
Die zweite Staffel thematisiert die Ereignisse nach der Verhaftung der Familie bis zu Anne Franks Tod.

## Episodenliste
Die erste Staffel der Serie besteht aus fünfzehn Folgen, die seit dem 30. März 2020 auf dem YouTube-Kanal des Anne-Frank-Hauses veröffentlicht wurden. Bis zum 9. April erschienen jeweils zwei Folgen gleichzeitig. Ab dem 13. April kam alle drei bis vier Tage eine neue Folge hinzu. Die letzte Folge erschien am 4. Mai.
Die zweite Staffel besteht aus drei Folgen. Die erste Episode wurde am 4. August 2021, dem Jahrestag der Verhaftung, veröffentlicht. Die weiteren Teile folgten am 6. und 9. August.
| Erste Staffel | Erste Staffel              | Erste Staffel        | Erste Staffel    |
| Episode       | deutscher Titel            | englischer Titel     | Veröffentlichung |
| ------------- | -------------------------- | -------------------- | ---------------- |
| 1             | Mein schönstes Geschenk    | My best present      | 30. März 2020    |
| 2             | Einsam                     | Feeling so lonely    | 30. März 2020    |
| 3             | Mein großer Traum          | My big dream         | 2. April 2020    |
| 4             | Todesangst                 | Utterly terrified    | 2. April 2020    |
| 5             | Glück                      | Happiness            | 6. April 2020    |
| 6             | Streit mit Papa            | Quarrelling with dad | 6. April 2020    |
| 7             | Judenhass                  | Hatred of the Jews   | 9. April 2020    |
| 8             | Ich ersticke hier          | I’m suffocating      | 9. April 2020    |
| 9             | D-Day!                     | D-Day!               | 13. April 2020   |
| 10            | Nichts als Kritik          | Only criticism       | 16. April 2020   |
| 11            | Sehnsucht nach Freiheit    | Longing for freedom  | 20. April 2020   |
| 12            | Lasst mich ich selbst sein | Let me be myself     | 23. April 2020   |
| 13            | Unsere Helden              | Our heroes           | 27. April 2020   |
| 14            | Die beiden Annes           | The two Annes        | 30. April 2020   |
| 15            | Entdeckt                   | Discovered           | 4. Mai 2020      |

| Zweite Staffel | Zweite Staffel      | Zweite Staffel   | Zweite Staffel   |
| Episode        | deutscher Titel     | englischer Titel | Veröffentlichung |
| -------------- | ------------------- | ---------------- | ---------------- |
| 1              | Der Transport       | Transportation   | 4. August 2021   |
| 2              | Die Hölle auf Erden | Hell on earth    | 6. August 2021   |
| 3              | Die letzte Fahrt    | The last journey | 9. August 2021   |

## „Explainer“
Neben den Tagebuch-Videos gibt es als Ergänzung Videos in der Kategorie „Explainer“, die Informationen zum realen Geschehen und Erklärungen zu Themen wie Diskriminierung und Sündenbock geben. Diese Videos, die ebenfalls in mehreren Sprachen untertitelt sind, sollen eine pädagogische Beschäftigung ermöglichen. Femke de Koning vom Anne-Frank-Haus tritt dabei als Referentin auf. Am Ende jedes Videos stellt Luna Cruz Perez eine Frage zum jeweiligen Thema. Im achten Video spricht de Koning mit Perez sowie Shai Eschel und Ezra Blok, den Darstellern von Margot Frank und Peter van Pels.
Zur zweiten Staffel erschien ein weiteres Video in der Reihe „Explainer“.
| Episode | deutscher Titel         | englischer Titel                    | Veröffentlichung |
| ------- | ----------------------- | ----------------------------------- | ---------------- |
| 1       | Vom Tagebuch zur Kamera | From diary to camera                | 30. März 2020    |
| 2       | Diskriminierung         | Discrimination                      | 30. März 2020    |
| 3       | Annes Tagebuch          | Anne’s diary                        | 2. April 2020    |
| 4       | Sündenbock              | Scapegoat                           | 9. April 2020    |
| 5       | Entscheidungen treffen  | Making choices                      | 9. April 2020    |
| 6       | Freiheit                | Freedom                             | 20. April 2020   |
| 7       | Wer bist du?            | Who are you                         | 30. April 2020   |
| 8       | Bedeutung für heute     | The significance of the story today | 4. Mai 2020      |
| 9       | Was ist der Holocaust?  | What is the Holocaust?              | 9. August 2021   |

## Weitere Videos
Als Begleitmaterial zur Webserie sind noch andere Videos erschienen. Dazu gehört eine Backstage-Tour mit der Protagonistin Luna Cruz Perez. Mit ihr und zwei weiteren Darstellern wurden Interviews geführt. Außerdem bietet Cruz Perez eine Führung durch das Anne-Frank-Haus und ein Q&A mit Zuschauerfragen. Außerdem gibt es Informationen zur Musik in der Serie.
| Titel                                       | Veröffentlichung  |
| ------------------------------------------- | ----------------- |
| Backstage Tour                              | 7. Mai 2020       |
| Interview Luna                              | 11. Mai 2020      |
| Interview Ezra                              | 18. Mai 2020      |
| Interview Shai                              | 25. Mai 2020      |
| Guided tour of the Anne Frank House         | 4. Juni 2020      |
| Luna beantwortet Fragen von Zuschauer*innen | 15. Juni 2020     |
| The music from Anne Frank video diary       | 26. Dezember 2020 |

## Produktion
Die Geschichten werden mit einer Kamera aus der subjektiven Perspektive von Anne Frank gezeigt. Die Ereignisse der ersten Staffel basieren auf den realen Tagebucheinträgen, die Anne Frank zwischen dem 29. März 1944 und der Verhaftung der Untergetauchten am 4. August 1944 schrieb. Die 13-jährige, niederländisch-mexikanische Hauptdarstellerin Luna Cruz Perez zitiert die Texte dabei nicht wörtlich, sondern improvisiert mit eigenen Worten. Ergänzt werden die Bilder aus dem Hinterhaus durch Rückblenden auf die Zeit vor dem Leben im Versteck.
In der zweiten Staffel ist Anne Frank in einem leeren Raum zu sehen. Sie sagt zu Beginn, dass sie 1945 im KZ Bergen-Belsen gestorben sei. Dann blickt sie zurück und fasst die Ereignisse seit der Verhaftung zusammen. Dabei werden ihre Monologe durch Spielszenen, zum Beispiel aus dem Durchgangslager Westerbork, ergänzt.
Die Serie basiert auf einem Konzept, das die Produzenten Frank de Horde und Tim Vloothuis von Every Media dem Anne-Frank-Haus zwei Jahre zuvor vorgestellt hatten. Hanna van Niekerk führte Regie, während Natascha van Weezel und Wies Fest das Szenario entwickelten. Mitarbeiter des Anne-Frank-Hauses kontrollierten die historische Korrektheit und begleiteten die Dreharbeiten. Die Dreharbeiten im Inneren fanden in einem nachgebauten Set des Hinterhauses statt und einige Rückblenden wurden in der Rivierenbuurt gefilmt, wo Anne Frank mit ihrer Familie vor der Zeit im Versteck wohnte.
Die Videos der ersten Staffel sind über den Youtube-Kanal des Anne-Frank-Hauses in mehr als 60 Ländern verfügbar, in denen das Tagebuch gemeinfrei ist. Dazu gehören neben Deutschland viele weitere europäische Länder, Teile des amerikanischen Kontinents sowie Israel, Indien und China. In den Vereinigten Staaten ist der Zugriff wegen urheberrechtlicher Einschränkungen nicht möglich. Die Darsteller sprechen wie die realen Personen im Hinterhaus niederländisch. Untertitel sind in deutscher, englischer, portugiesischer und spanischer Sprache verfügbar. Die Videos der zweiten Staffel sind weltweit ohne Einschränkungen verfügbar. Diese Episoden basieren auf dem Buch Na het Achterhuis des niederländischen Historikers Bas von Benda-Beckmann und weiteren Quellen wie Zeitzeugenberichten.

## Besetzung
| Schauspieler(in)       | Rolle                  |
| ---------------------- | ---------------------- |
| Luna Cruz Perez        | Anne Frank             |
| Shai Eschel            | Margot Frank           |
| Ezra Blok              | Peter van Pels         |
| Noël van Santen        | Otto Frank             |
| Katharina Justic       | Edith Frank-Holländer  |
| Olga Beemster          | Auguste van Pels       |
| Howard van Dodemont    | Hermann van Pels       |
| Jasper van Overbruggen | Fritz Pfeffer          |
| Anne Rietmeijer        | Miep Gies              |
| Rosalie Wammes         | Bep Voskuijl           |
| Lily Reuver            | Hannah Pick-Goslar     |
| Robine Kusters         | Jacqueline van Maarsen |

## Rezeption
Ronald Leopold, der Direktor des Anne-Frank-Hauses sagte zur Serie, dass sie einlade, „mit dem Mädchen Anne in eine direkte Beziehung zu treten. Ich hoffe, dass sich viele Jugendliche von dem Video-Tagebuch angesprochen fühlen, dass sie etwas über Anne Franks Lebensgeschichte erfahren und einen Anstoß bekommen, über Antisemitismus und Diskriminierung in der heutigen Zeit nachzudenken.“ Da die Erstveröffentlichung mit Kontaktbeschränkungen im Rahmen der COVID-19-Pandemie zusammenfiel, äußerte er sich auch zu möglichen Parallelen: „Die Art, wie sie ihr tägliches Leben im Versteck, die Verbindungen, die sie zu den Personen um sie herum im begrenzten Raum entwickelt, und die Beziehung zwischen Mutter und Tochter beispielsweise, sind Elemente, die heute Leser besser nachvollziehen können.“ („The way she describes her daily life in hiding, the relationships she’s building with people around her in a cramped space, and the relationship between mother and daughter, for example, are elements that will be better recognized by today’s readers.“) In einem Interview betonte er, dass das Video-Tagebuch etwas anderes sei als ein Vlog, und äußerte die Hoffnung, dass junge Menschen, die Selfies an Holocaust-Stätten aufnehmen, durch das Projekt sensibilisiert würden. Außerdem wies er auf Unterschiede zu den „Eva Stories“, einer Instagram-Serie über Éva Heyman hin.
Anne Franks Schulfreundin Jacqueline van Maarsen äußerte sich lobend: „Ich bin begeistert von diesem Video-Tagebuch. Ich musste mich zwar kurz an die Idee gewöhnen, aber ich finde es gut, dass Anne Franks Geschichte in die moderne Zeit gebracht worden ist.“
Rich Brownstein, der als Dozent für Yad Vashem arbeitet und sich vor allem mit Holocaust-Filmen beschäftigt, verfasste eine ausführliche Rezension zur Serie, die in der Jerusalem Post erschien. Darin beschreibt er die Leistung der Hauptdarstellerin als passabel, wobei die romantische Episode eher Zeitverschwendung sei, und lobt das authentische Set sowie die Verwendung der niederländischen Sprache. Unangemessen findet er jedoch den Anachronismus mit der Videokamera. Er wirft den Produzenten vor, dass sie den heutigen Jugendlichen nicht zutrauen, traditionelles Erzählen zu verstehen, hofft jedoch, dass die jungen Menschen dadurch den Zugang zu „bedeutenderen und reiferen Angeboten“ (more significant and mature offerings) wie dem Film von 2001 erhalten.